# Comuna Kolîbaiivka, Camenița
Kolîbaiivka (în ucraineană Колибаївка) este o comună în raionul Camenița, regiunea Hmelnîțkîi, Ucraina, formată din satele Cervona Ceaharivka, Kolîbaiivka (reședința), Smotrîci și Vilhoveț.

## Demografie
Componența lingvistică a comunei Kolîbaiivka
     Ucraineană (98,06%)
     Rusă (1,65%)
     Alte limbi (0,24%)
Conform recensământului din 2001, majoritatea populației comunei Kolîbaiivka era vorbitoare de ucraineană (98,06%), existând în minoritate și vorbitori de rusă (1,65%).